# Скальпель
Ска́льпель (хирурги́ческий нож) (от уменьшит. лат. scalpellum — «ножичек, скребок») — медицинский инструмент, используемый для рассечения мягких тканей. Это небольшой хирургический нож длиной от нескольких миллиметров до 15 сантиметров.
По конструкции и предназначению различают множество типов скальпелей. Бывают остроконечные скальпели (для глубоких, но не широких разрезов) и брюшистые скальпели (для длинных и широких, но не глубоких разрезов).

## История
До XX века чаще применяли ланцет — хирургический инструмент с обоюдоострым лезвием, который использовали для вскрытия гнойников, при кровопускании (или для насечки кожи при прививках).

## Материалы и устройство
Скальпель состоит из лезвия, режущей кромки, кончика лезвия, обушка, шейки и рукоятки. Скальпели могут иметь цельную или комбинированную конструкцию. В цельной конструкции все части представляют собой одну цельную деталь, изготовленную из одного материала. В комбинированной конструкции предмет представляет собой соединение воедино металлической и пластмассовой частей, например, одноразовый скальпель. Вторые используют всё чаще, вытесняя цельные скальпели:[стр. 78].
Составляющие части скальпелей у разных видов скальпелей находятся в разных соотношениях. Это определяет внешний вид скальпеля и его предназначение.
В зависимости от размеров лезвия различают следующие типы скальпелей:
- Микрохирургический скальпель для выполнения точных хирургических операций под микроскопом
- Деликатный скальпель для выполнения точного рассечения тканей (в оториноларингологии, офтальмологии, урологии, хирургической стоматологии, челюстно-лицевой и эстетической хирургии)
- Стандартный хирургический скальпель для операций в абдоминальной и торакальной хирургии
- Стандартный анатомический скальпель для препарирования при изучении анатомии человека, топографической анатомии, оперативной хирургии, судебной медицины и патологической анатомии, а также для отработки хирургической техники
- Специальные скальпели для фигурных разрезов

Для изготовления скальпелей используют медицинскую нержавеющую сталь. Одноразовым скальпелям не требуется высокая коррозийная стойкость, поэтому их изготавливают из закалённой хромистой стали холодной штамповки. Многоразовые скальпели отличаются либо большим содержанием хрома (95Х18), либо более сложным легированием (Х12МФ). Лезвия скальпелей для офтальмологических операций обычно изготавливают из лейкосапфира или керамики, стеллитов с толстым алмазным покрытием. Из-за высокой стоимости они вынужденно — многоразовые.
Современные скальпели нередко делают разборными, на постоянной ручке крепят съёмное лезвие, которое можно не перетачивать.

## Классификация по назначению
- Остроконечные скальпели — с их помощью делают глубокие, но не широкие надрезы;
- Брюшные скальпели — с их помощью делают длинные и широкие, но не глубокие разрезы;
- Полостные скальпели — имеют длинную ручку и овальное, заточенное полукругом лезвие. Используют для работы в глубине раны;
- Микрохирургические, к примеру, офтальмологические.

## Значения в переносном смысле
Применяемые для рассечения тканей физические приборы иногда также называют «скальпель», например, ультразвуковой скальпель, лучевой (например, лазерный скальпель).